# Cole Hawkins
Cole Hawkins, eg. Cole East Hawkins, född 4 oktober 1991 på Manhattan i New York, är en amerikansk skådespelare.

## Filmografi
- 2005 – The Naked Brothers Band: The Movie
- 2003 – School of Rock
- 2002 – Changing Lanes
- 2001 – Kate & Leopold
- 2001 – Pootie Tang
- 2001 – Queenie in Love
- 2000 – Släkten är värst
- 1999 – Music of the Heart
- 1999 – Big Daddy

Cole har även medverkat i TV-serien Law & Order.